# Евтеев, Алексей Борисович
Алексей Борисович Евтеев (4 августа 1975, Москва, СССР) — российский футболист, игрок в мини-футбол на позиции вратаря. Известен выступлениями за клубы «ТТГ-Ява», «ГКИ-Газпром», «Спартак» и «Спартак-Щёлково», а также за сборную России по мини-футболу.

## Биография
Воспитанник московской ДЮСШ «Тимирязевец». Начинал карьеру в московском «Спартаке», затем перешёл в югорский клуб «ТТГ-Ява». В 1998—2002 годах играл за московский «ГКИ-Газпром», выиграл в его составе кубок и суперкубок России. После расформирования «газовиков» четыре года играл в «Спартаке», выиграл с ним по ещё одному национальному кубку и суперкубку. Затем играл в щёлковском «Спартак-Щёлково» и «Норильском никеле». Летом 2009 года завершил спортивную карьеру.
Евтеев сыграл 18 матчей за сборную России. В её составе он стал бронзовым призёром Чемпионата мира 1996 года, правда на этом турнире он был вторым вратарём команды после Ильи Самохина и сыграл лишь один матч против сборной Аргентины.

## Тренерская карьера
После завершения игровой карьеры приступил к работе тренером вратарей в футбольной школе Московского «Спартака», где ему поручили команду 1998 года рождения. Некоторые ученики Евтеева в 2013 году попали в дублирующий состав ФК «Спартак» Москва.

## Достижения
- Бронзовый призёр чемпионата мира по мини-футболу 1996
- Обладатель Кубка России по мини-футболу (2): 2000, 2002
- Обладатель Суперкубка России по мини-футболу (2): 2001, 2003